# Allichamps
Allichamps és un municipi francès situat al departament de l'Alt Marne i a la regió del Gran Est. L'any 2007 tenia 384 habitants.

## Demografia

### Població
El 2007 la població de fet d'Allichamps era de 384 persones. Hi havia 150 famílies de les quals 27 eren unipersonals (19 homes vivint sols i 8 dones vivint soles), 42 parelles sense fills, 54 parelles amb fills i 27 famílies monoparentals amb fills.
La població ha evolucionat segons el següent gràfic:
Habitants censats

### Habitatges
El 2007 hi havia 159 habitatges, 148 eren l'habitatge principal de la família, 4 eren segones residències i 7 estaven desocupats. 154 eren cases i 5 eren apartaments. Dels 148 habitatges principals, 130 estaven ocupats pels seus propietaris, 16 estaven llogats i ocupats pels llogaters i 1 estava cedit a títol gratuït; 5 tenien dues cambres, 9 en tenien tres, 38 en tenien quatre i 96 en tenien cinc o més. 102 habitatges disposaven pel capbaix d'una plaça de pàrquing. A 69 habitatges hi havia un automòbil i a 67 n'hi havia dos o més.

### Piràmide de població
La piràmide de població per edats i sexe el 2009 era:
| Homes | Edats   | Dones |
| ----- | ------- | ----- |
| 0     | 95 o +  | 0     |
| 0     | 90 a 94 | 0     |
| 4     | 85 a 89 | 0     |
| 4     | 80 a 84 | 0     |
| 8     | 75 a 79 | 8     |
| 16    | 70 a 74 | 0     |
| 0     | 65 a 69 | 12    |
| 8     | 60 a 64 | 4     |
| 8     | 55 a 59 | 0     |
| 4     | 50 a 54 | 20    |
| 8     | 45 a 49 | 8     |
| 8     | 40 a 44 | 12    |
| 32    | 35 a 39 | 12    |
| 16    | 30 a 34 | 32    |
| 20    | 25 a 29 | 4     |
| 0     | 20 a 24 | 12    |
| 4     | 15 a 19 | 20    |
| 12    | 10 a 14 | 20    |
| 16    | 5 a 9   | 20    |
| 12    | 0 a 4   | 12    |

## Economia
El 2007 la població en edat de treballar era de 244 persones, 165 eren actives i 79 eren inactives. De les 165 persones actives 152 estaven ocupades (87 homes i 65 dones) i 13 estaven aturades (4 homes i 9 dones). De les 79 persones inactives 26 estaven jubilades, 22 estaven estudiant i 31 estaven classificades com a «altres inactius».

### Ingressos
El 2009 a Allichamps hi havia 152 unitats fiscals que integraven 403,5 persones, la mediana anual d'ingressos fiscals per persona era de 16.061 €.

### Activitats econòmiques
Dels 4 establiments que hi havia el 2007, 1 era d'una empresa de construcció, 2 d'empreses de comerç i reparació d'automòbils i 1 d'una empresa classificada com a «altres activitats de serveis».
Dels 2 establiments de servei als particulars que hi havia el 2009, 1 era una fusteria i 1 saló de bellesa.
L'únic establiment comercial que hi havia el 2009 era una botiga de material esportiu.
L'any 2000 a Allichamps hi havia 3 explotacions agrícoles.

## Equipaments sanitaris i escolars
El 2009 hi havia una escola elemental.

## Poblacions més properes
El següent diagrama mostra les poblacions més properes.